# Hattmakaren

Hattmakaren och Påskharens tekalas.

Hattmakaren, engelska: The Hatter, är en litterär figur i Lewis Carrolls bok Alice i Underlandet och dess uppföljare Alice i Spegellandet.
Hattmakaren omnämns först i kapitel sex i Alice i Underlandet där han och Påskharen beskrivs som "galna" av Chesirekatten. Hattmakaren och Påskharen är sedan centrala figurer i kapitel sju där de anordnar ett tekalas.
I kapitel sju i Alice i Spegellandet förekommer Hattmakaren under namnet Hatta och Påskharen som Haigha.
Hattmakaren beskrivs som "galen" ("The Mad Hatter"), vilket har verklighetsbakgrund, då hattmakare i äldre tider använde lim med kvicksilver, vilket efterhand påverkade hjärnan för dem som regelbundet inandades dess ångor och ofta satte spår i deras personlighet och beteende.

## I andra medier
- Hattmakaren medverkar i Disneys tecknade version av Alice i Underlandet från 1951 med röst av Ed Wynn. På svenska gjordes hans röst av Tord Stål i originaldubbningen och i nydubbningen från 1998 av Thomas Oredsson.[5]
- Hattmakaren medverkar i Tim Burtons version av Alice i Underlandet, spelad av Johnny Depp och med svensk röst av Jonas Malmsjö.
- Hattmakaren medverkar i TV-serien Once Upon a Time i episoden "Hat Trick", spelad av Sebastian Stan.